# Chi ha bisogno di Tenchi?
Chi ha bisogno di Tenchi? (天地無用?, Tenchi muyō!, lett. "Inutile Tenchi") è una serie di anime, manga e light novel, con protagonista il giovane Tenchi Masaki e una serie di donne aliene innamorate di lui.

La copertina del quinto DVD dell'edizione italiana

La prima serie, Chi ha bisogno di Tenchi?, nacque come un OAV di sei episodi, pubblicati in Giappone tra il 1992 e il 1993. Grazie al successo ottenuto, fu poi prodotto un settimo episodio (conosciuto anche come Tenchi Special) e un altro special, intitolato Mihoshi Special. Nel 1994 venne quindi prodotta una seconda serie di OAV, con gli episodi 8–13. Dal 2003 al 2005, vide la luce la terza serie di OAV con gli episodi 14–19. Infine fu prodotto un ventesimo episodio per sviluppare alcuni argomenti poco trattati nel corso della serie. Altre due stagioni OAV sono state edite nel 2016-2017 (4 episodi) e nel 2020-2021 (6 episodi).
In seguito i personaggi di Chi ha bisogno di Tenchi? sono stati protagonisti di una lunghissima serie di storie scollegate o parallele alla vicenda degli OAV, portate in animazione in forma di serie TV, film cinematografici e altri OAV. Oltre ai prodotti animati, esiste anche un considerevole numero di manga e light novel creati negli anni da vari autori.
Chi ha bisogno di Tenchi? è stato uno dei primi successi dell'AIC, la casa di animazione che in seguito produrrà anche successi internazionali come El Hazard, Battle athletes daiundōkai, Oh, mia dea!, Dual! Parallel Trouble Adventure e molte altre. L'autore principale dell'intera opera è Masaki Kajishima.
Il nome originale è un gioco di parole. Tenchi muyō (天地無用?) in giapponese può significare "Questo lato su", una frase scritta, per esempio, sulle scatole che non devono essere rovesciate per via del loro contenuto. Muyō però significa anche "non necessario", che unito alla parola "Tenchi", che è il nome del protagonista, può assumere il significato di "Tenchi non è necessario", più spesso tradotto da "Non c'è bisogno di Tenchi" (anche perché i titoli degli episodi normalmente cominciano proprio con la frase "Non c'è bisogno di..."). Il nome 'Tenchi' inoltre può significare "paradiso (o cielo) e Terra", quindi il titolo può anche voler significare "Non c'è bisogno del paradiso e della Terra".

## Serie
Le tre principali linee narrative sono Chi ha bisogno di Tenchi?, Tenchi muyō! e Tenchi in Tokyo. La prima serie nominata è la prima prodotta: una serie di 20 OAV (più vari speciali) in cui vengono introdotti i protagonisti. Tenchi muyō! e Tenchi in Tokyo sono degli spin-off che utilizzano gli stessi personaggi con l'aggiunta di Kiyone Makibi ma la cui storia è completamente differente rispetto a quella degli OAV.

### Chi ha bisogno di Tenchi?
- Chi ha bisogno di Tenchi?, OAV di trenta episodi + speciali del 1992-2021.
  - Tenchi muyō! Ryōōki - Manatsu no carnival (radio drama)
  - 101 Questions and Answers of Tenchi muyō! Ryōōki libro anche chiamato 101 Secrets.
- Tenchi muyō! GXP, anime di 26 episodi del 2002.
  - Tenchi muyō! GXP, adattamento manga del 2002, raccolto in un solo tankōbon.
  - Tenchi muyō! GXP, una serie di light novel composta da tre volumi.
  - Tenchi muyō! GXP Paradise Shidō-hen, OAV di tre episodi del 2023.
- Isekai no seikishi monogatari (noto anche come Tenchi muyō! War on Geminar), OAV di 13 episodi del 2009.
  - Isekai no seikishi monogatari, una light novel.
  - Isekai no seikishi monogatari, un manga di due volumi.
- Chi ha bisogno di Tenchi? Tenchi Muyo, manga di Hitoshi Okuda con una storia originale, serializzato dal 1993 al 2000 e raccolto in 12 tankōbon.
  - Shin Tenchi muyō! Ryōōki, manga di Hitoshi Okuda, seguito del precedente, serializzato dal 2000 al 2005 e raccolto in 10 tankōbon.
  - Tenchi muyō! Sasami densetsu, manga di Hitoshi Okuda, spin-off del precedente, serializzato nel 2001 e raccolto in un solo tankōbon.

### Tenchi muyō!
- Tenchi muyō!, anime di 26 episodi del 1995.
- Chi ha bisogno di Tenchi? The movie - Tenchi muyo in love, film cinematografico del 1996.
- Chi ha bisogno di Tenchi? The movie - Memorie lontane (anche noto come Tenchi Forever!), film cinematografico del 1999.
  - Tenchi muyō! in LOVE 2 〜Eternal Memory〜, manga autoconclusivo scritto dal regista Hiroshi Negishi, pubblicato nel giugno 1999.
- Ai Tenchi muyō!, serie TV di 60 episodi di quattro minuti del 2014.

### Magica Pretty Sammy
- Mahō shōjo Pretty Sammy, OAV di tre episodi del 1995-1997.
  - Magica Pretty Sammy, anime di 26 episodi del 1996 (seguito da una serie di 6 brevi OAV)
- Sasami - Mahō shōjo club, manga autoconclusivo.
  - Sasami - Mahō shōjo club, anime di 26 episodi del 2006.

### Shin Tenchi muyō!
- Shin Tenchi muyō! (anche noto come Tenchi in Tokyo), anime di 26 episodi del 1997.
  - Shin Tenchi muyō! Jurai, light novel, racconta della vita di Azusa fino agli eventi dell'episodio 13.
  - Shin Tenchi muyō! Yosho, light novel, racconta della vita di Yoshofino allo scontro con Ryoko sulla Terra.
  - Shin Tenchi muyō! Washu, light novel, racconta della vita di Washu da quando è stata trovata 20,000 anni prima.
- Chi ha bisogno di Tenchi? The movie - La vigilia dell'estate, film cinematografico del 1997.
  - Una serie di 13 light novel di Hasegawa, che include anche il romanzo da cui è tratto il film La vigilia dell'estate.